# نادي سبارتاك بليفين
نادي سبارتاك بليفين (بالبلغارية: ПФК Спартак Плевен)‏: نادي كرة قدم بلغاري من مدينة بلفن تأسس في عام 1919. أعظم إنجازات الفريق هي نهائي كأس بلغاريا في 1957 والمركز الثالث في بطولة البلغارية في الموسم التالي. أفلس الفريق رسميا في يناير 2009 وتوقف عن اللعب في يونيو 2009. ولكن أعيد تأسيس النادي في بداية عام 2010، ويلعب حاليا في المجموعة الثانية في دوري كرة القدم البلغاري.
ألوان سبارتاك بليفين هي الزرقاء والبيضاء. اللاعب البلغاري بلامين كيتوف هو من أبرز الذين لعبوا لنادي سبارتاك بليفين، ويسجل للفريق أكثر من 108 هدفا.

## وصلات خارجية
- Official website